# Canthon sordidus
Canthon sordidus là một loài bọ cánh cứng trong họ Bọ hung (Scarabaeidae).